# Kokongfetstånds
Kokongfetstånds (Senecio haworthii) är en växtart i familjen korgblommiga växter. Arten är flerårig.